# Géza Kalocsay
Géza Kalocsay (Berehove, 30 mei 1913 – Boedapest, 26 september 2008) was een Hongaars voetballer en voetbaltrainer.

## Spelerscarrière
Kalocsay werd geboren in Berehove, een stad die tegenwoordig in Oekraïne ligt maar destijds deel uitmaakte van de dubbelmonarchie Oostenrijk-Hongarije. Kalocsay begon zijn carrière bij Sparta Praag, waarmee hij de Mitropacup 1935 won en in 1936 landskampioen van Tsjecho-Slowakije werd. In 1937 trok hij naar Olympique Lillois, waarmee hij in 1939 de finale van de Coupe de France haalde. Kalocsay scoorde in de bekerfinale het enige Rijselse doelpunt in de 3-1-zege van Racing Club de France Football. Daarna speelde hij voor de Hongaarse clubs Kispest FC, Ferencvárosi TC en Újpest FC.
Kalocsay speelde tussen 1933 en 1935 drie interlands voor Tsjecho-Slowakije. Hij nam met het land deel aan het WK 1934, waarop de Tsjecho-Slowaken tweede eindigden, maar kwam er niet in actie. Later speelde hij ook nog twee interlands voor Hongarije.

## Trainerscarrière
Kalocsay begon zijn trainerscarrière in Hongarije. In het seizoen 1957/58 was hij trainer van Partizan Belgrado, waar toen onder andere Miloš Milutinović, Fahrudin Jusufi en Branko Zebec speelden. In 1958 werd hij trainer van Standard Luik, dat onder zijn voorganger André Riou net voor het eerst landskampioen van België was geworden. Onder Kalocsay speelde Standard zijn eerste Europese wedstrijden: in het seizoen 1958/59 bereikte Standard de kwartfinale van Europacup I. Na een derde en zevende plaats bezorgde Kalocsay Standard in zijn derde seizoen de tweede landstitel uit de clubgeschiedenis. Hij werkte daarna nog in Hongarije, Polen, Pakistan en Egypte.

## Palmares

### Als speler
| Competitie                             |              |              |              |              |
| Competitie                             | Aantal       | Jaren        |              |              |
| Sparta Praag                           | Sparta Praag | Sparta Praag | Sparta Praag | Sparta Praag |
| -------------------------------------- | ------------ | ------------ | ------------ | ------------ |
| Mitropacup                             | 1x           | 1935         |              |              |
| Kampioen Československá fotbalová liga | 1x           | 1935/36      |              |              |
| Ferencváros TC                         |              |              |              |              |
| Kampioen Nemzeti Bajnokság             | 1x           | 1940/41      |              |              |

### Als trainer
| Competitie                 |               |                  |               |               |
| Competitie                 | Aantal        | Jaren            |               |               |
| Standard Luik              | Standard Luik | Standard Luik    | Standard Luik | Standard Luik |
| -------------------------- | ------------- | ---------------- | ------------- | ------------- |
| Kampioen Eerste klasse     | 1x            | 1960/61          |               |               |
| Újpest FC                  |               |                  |               |               |
| Kampioen Nemzeti Bajnokság | 1x            | 1961/62          |               |               |
| Górnik Zabrze              |               |                  |               |               |
| Kampioen Ekstraklasa       | 1x            | 1966/67          |               |               |
| Beker van Polen            | 2x            | 1967/68, 1968/69 |               |               |
| Al-Ahly                    |               |                  |               |               |
| Kampioen Premier League    | 2x            | 1980/81, 1981/82 |               |               |
| CAF Champions League       | 1x            | 1982             |               |               |